# Australia na Letnich Igrzyskach Olimpijskich 1936
Australię na Letnich Igrzyskach Olimpijskich 1936 reprezentowało 32 zawodników, 28 mężczyzn i 4 kobiety.

## Zdobyte medale
| Medal         | Zawodnik      | Konkurencja       |
| lekkoatletyka | lekkoatletyka | lekkoatletyka     |
| ------------- | ------------- | ----------------- |
| Brąz          | Jack Metcalfe | trójskok mężczyzn |